# Hedvig Rasmussen
Hedvig Lærke Rasmussen (Frederiksberg, 22 dicembre 1993) è una canottiera danese, vincitrice della medaglia di bronzo nel 2 senza femminile a Rio de Janeiro 2016 in coppia con Anne Dsane Andersen.

## Palmarès
- Giochi olimpici

Rio de Janeiro 2016: bronzo nel 2 senza.
- Campionati europei di canottaggio

Račice 2017: bronzo nel 2 senza.
Linz-Ottensheim 2019: bronzo nel 4 senza.
- Campionati europei di canottaggio

Račice 2017: argento nel 2 senza.